# António Botto
António Tomás Botto (Concavada, Alvega, Abrantes, 17 de agosto de 1897 – Rio de Janeiro, 16 de março de 1959), poeta, contista e dramaturgo português. A sua obra mais popular, Canções, foi um marco na lírica portuguesa pela sua novidade e ousadia, ao abordar de modo subtil mas explícito o amor homossexual, causando grande escândalo e ultraje entre os meios reaccionários da época.
Amigo de Fernando Pessoa, que foi seu editor, defensor crítico e tradutor, conheceu igualmente outras figuras cimeiras das letras e artes portuguesas. Ostracizado em Portugal, radicou-se no Brasil em 1947, onde passou tempos muito difíceis, vindo a morrer de atropelamento.

## Biografia

### Juventude
António Botto nasceu a 17 de agosto de 1897 em Concavada, que então pertencia à freguesia de Alvega, no concelho de Abrantes, Portugal. A 23 de janeiro de 1898, foi batizado na igreja paroquial de Alvega como segundo filho de Francisco Thomaz Botto e primeiro de Maria Pires Agudo (o casal terá ainda mais dois filhos), ambos naturais de Alvega. O pai trabalhava como "marítimo" nas fragatas do Tejo. Em 1902 a família mudou-se para Lisboa, indo residir no n.º 22 da Rua da Adiça, Alfama, bairro popular e típico, que muito influenciaria a sua obra. O pai trabalhava como arrais de fragata e a mãe como mulher-a-dias. Num apontamento autobiográfico (e, talvez, parcialmente fantasista), Botto alude a esses tempos:
«Nasci numa terra de província, com arvoredos, piquenas casas, e uma fonte onde matei a sede da minha infância. Lá brinquei descalço e alegre na poeira dos caminhos. Minha mãe veio a Lisboa quando eu tinha cinco anos. Aqui ficámos a viver numa casa muito antiga de um bairro antigo e popular. Aqui, em Lisboa pisei, pela primeira vez, o chão de uma escola onde aprendi as primeiras letras num livro sempre bendito. Minha mãe queria que eu fosse padre — um ministro da Igreja Católica; mas, alguém a dissuadiu; alguém lhe disse uma noite: seu filho é bonito de mais para ser padre. Depois fui para Inglaterra: era melhor tirar um curso desses que dão rendimento na mecânica ou na ciência; e passados quatro anos regressei a Portugal sem nada ter aprendido! Empreguei-me no comércio e continuei a estudar. Aprendi alguma coisa. Os professores eram bons, simpatizaram comigo, e eu ia arrebitando o entendimento, — estudava e aprendia…»

«Empregado muito jovem numa livraria-editora lisboeta, aí granjeou a simpatia de escritores já eminentes nos anos 1910 e 20, que admiraram e incentivaram o seu precoce talento literário (ter-se-á estreado nas letras em 1912), muito antes de Fernando Pessoa aclamar as suas Canções em 1922. A sua juventude foi aventurosa, e a sua disponibilidade de efebo valeu-lhe então algumas digressões opulentas pelo estrangeiro.», escreveu Jorge de Sena, parecendo com isso indicar que o jovem Botto teria sido objecto de ligações pederásticas a homens abastados que o levaram em viagens pelo estrangeiro.

### Primeiros escritos e asCanções

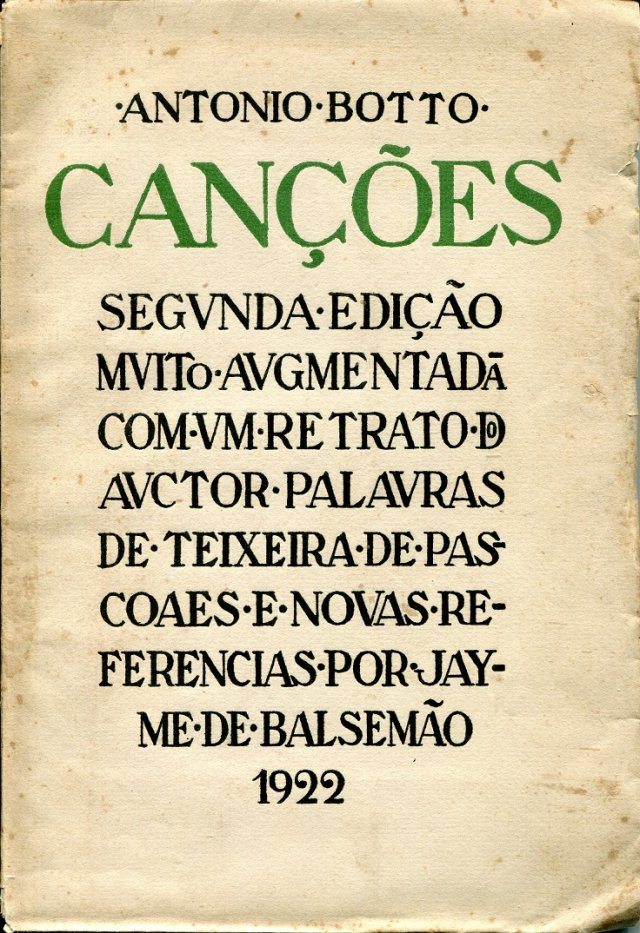
Canções, 2.ª edição, 1922

Em 1919 escreve Flor do Mal, texto dramatúrgico, e em 1920 publicou Canções do Sul (que alguns consideram ser um prelúdio das Canções), passando a residir na Rua da Madalena, 151-2º esq. onde viverá até 1937.
Em 1921, é publicada a 1.ª edição de Canções, com prefácio (não-autorizado) de Teixeira de Pascoaes e António Ferro dedica-lhe uma crítica elogiosa no Diário de amor. No entanto, na primeira página de A Capital, de 18 de Abril de 1921, estampava-se um artigo com esta manchete jocosa-moralista: «O Livro da D. Antonia: "Canções"… A Elle! – Ancia de réclame ou descalabro moral?», onde o autor, escandalizado, reclamava a apreensão do livro.
Em 1922 sai a 2.ª edição de Canções, sob a chancela da Editora Olisipo de Fernando Pessoa. Este publica na revista Contemporânea o ensaio «António Botto e o Ideal Estético em Portugal». Em 1923, sai Motivos de Beleza.
Em 1924, ingressa na função pública como escriturário de 2ª categoria e parte para Angola, indo trabalhar na Repartição Política e Civil de Santo António do Zaire e mais tarde em Luanda. Em 1925 regressa a Lisboa e é colocado no posto antropométrico do Governo Civil. A esse respeito, escreveu: 
«E abraçando uma ilusão, embarquei para Luanda. Um lugar de funcionário público chamava-me na miragem de melhorar os meus dias. Ao fim de dois anos voltava desiludido, mais triste. Contudo, a ambição de bem-estar apertava o meu anseio. Visitei a França, a Itália, fui à Bélgica, à Holanda, e nada me convenceu…» 
Com efeito, a 16 de Janeiro de 1927, embarca para Nápoles, como secretário de Luis Fernando de Orleans y Borbón, primo do rei Afonso XIII, que o destituíra de infante de Espanha, na sequência de um escândalo sexual e de tráfico de drogas, em França. Homossexual desavergonhado e turbulento, que a ralé de Madrid havia apodado de "el rey de los maricas", perambulava pela Europa, protagonizando desaforos. Botto terá viajado durante alguns meses na companhia desse personagem singular, e em Março escrevia de Paris a Fernando Pessoa.

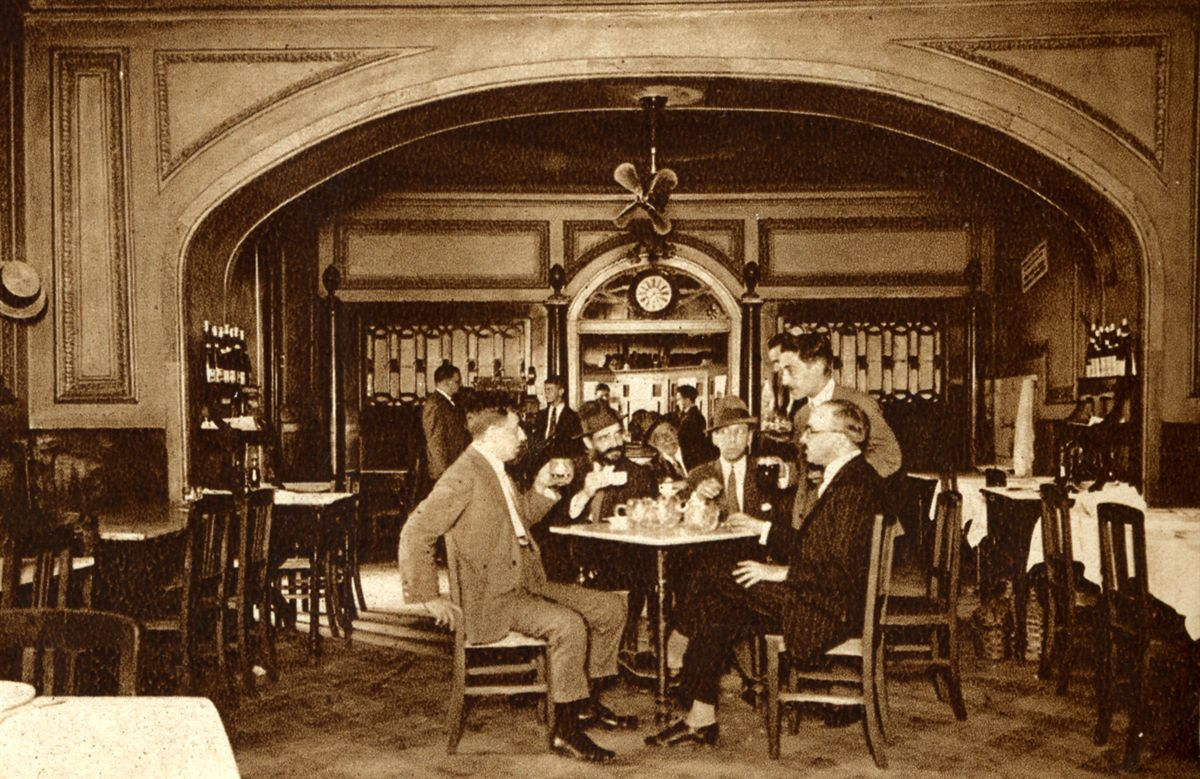
(Da esquerda para a direita) Não-identificado, Raul Leal, António Botto, Augusto Ferreira Gomes (de pé) e Fernando Pessoa no Café Martinho da Arcada, Lisboa, 1928

### Personalidade
António Botto tinha uma personalidade marcada. Descrevem-no como magro, de estatura média, um dandy, sempre bem vestido, de rosto oval, um ar lânguido, uma boca muito pequena de lábios finos, os olhos amendoados, estranhos, inquisitivos e irónicos (de onde por vezes irrompia uma expressão perturbadoramente maliciosa) que ele frequentemente ocultava sob a aba do chapéu inclinado sobre o rosto.
Altivo, jamais falava sobre as suas origens modestas, nem sobre os pais ou os dois irmãos. Mentia sobre a idade, dizendo que tinha nascido em 1900. Tinha muitos conhecidos, alguns amigos, mas muitos acabavam por se afastar dele, agastados com a sua língua viperina. Almada Negreiros, que o conhecia bem e o retratou num desenho, chegou a dizer que Botto era «uma serpente». L.P. Moitinho de Almeida escreveu que «António Botto era bom amigo quando era amigo, mas era um inimigo terrível dos seus inimigos».
Segundo Eugénio de Andrade, que o conheceu em 1939, e que depois de uma boa impressão inicial acabaria por se desiludir com ele (considerava-o um poeta menor e muito inculto), Botto, vaidoso, egocêntrico e frívolo, primava pela «total ausência de escrúpulos, e uma linguagem cujo espírito oscilava entre a caserna e a Brasileira do Chiado», não se coibindo insinuar coisas pérfidas acerca de alguns confrades das letras.
Tinha um sentido de humor sardónico, incisivo, uma mente aguda, irreverente, sendo conversador brilhante e muito inteligente, características que muito divertiam e seduziam amigos como Fernando Pessoa ou Reinaldo Ferreira (de quem durante algum tempo foi colaborador administrativo no semanário  Repórter X 
(1930-1935). Era amigo do seu amigo, mas tornava-se muito desagradável se sentia que alguém antipatizava com ele ou não o tratava com a admiração incondicional que ele julgava merecer, chegando ao ponto de escrever cartas anónimas insultuosas. Este seu mau feitio criou-lhe um grande número de inimigos. Alguns dos seus contemporâneos consideravam-no frívolo, mercurial, mundano, inculto, intriguista, vingativo, mitómano, maldizente e, sobretudo, terrivelmente narcisista a ponto de ser megalómano.

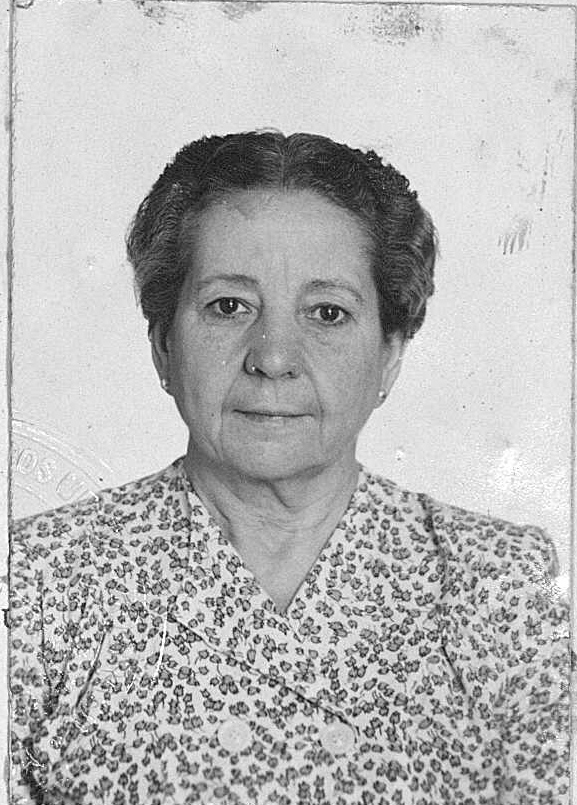
Carminda Rodrigues (1888-1971), sua mulher.

Essas inimizades e talvez a homofobia de que tenha sido alvo, ficaram retratadas com uma ironia amarga no poema Palavras de um avestruz todo gris:
«Arrancam-me as penas/ E eu sofro sem dizer nada:/ - Sou ave/ Bem educada.// E, se quisesse,/ Podia/ Morder-lhes as mãos morenas,/ A esses/ Que sem piedade/ Me roubam as penas que me cobrem;// E, no entanto,/ Sem o mais breve gemido,/ O meu corpo/ Vai ficando/ Desguarnecido …// E elas,/ Aquelas/ Que se enfeitam, doidamente,/ Com estas penas formosas/ - Que são minhas!/ Passam por mim, desdenhosas,/ Em gargalhadas mesquinhas./ Sim; eu sofro sem dizer nada:/ - Sou ave/ Bem educada.»

Frequentava regularmente os bairros boémios de Lisboa e as docas marítimas onde buscava a companhia de marinheiros, tantas vezes tema dos seus poemas:
«Olha aquele marinheiro / a dançar embriagado!… / Ela parece uma quilha, / Ele é belo! Os olhos verdes, / São como duas estrelas / No oval do rosto queimado.»

ou
«Ao longo do cais / Um vulto viril de marinheiro / Tange à guitarra uma saudade quente. / E a doca, / Cheia de barcos, mastros e rumores, / Atrai o meu mais íntimo sentir / Preso à maré altíssima e soturna / De proibidos amores.»

Apesar da homossexualidade, António Botto viveu em união de facto com Carminda da Conceição Silva Rodrigues, viúva, nove anos mais velha do que ele, companheira fiel e dedicada, que nunca o abandonaria. «O casamento convém a todo homem belo e decadente», reza um dos seus versos.

### Demitido e partida para o Brasil
A 9 de Novembro de 1942, contava António Botto 45 anos de idade, foi demitido do seu modesto emprego na função pública (escriturário de primeira-classe do Arquivo Geral de Identificação) por:
«a) ter desacatado uma ordem verbal de transferência dada pelo primeiro oficial investido ao tempo em funções de director, por impedimento do efectivo;
b) não manter na repartição a devida compostura e aprumo, dirigindo galanteios e frases de sentido equívoco a um seu colega, denunciando tendências condenadas pela moral social;
c) fazer versos e recitá-los durante as horas regulamentares do funcionamento da repartição, prejudicando assim não só o rendimento dos serviços mas a sua própria disciplina interna.»
Ao ler o humilhante anúncio, Botto ficou profundamente desolado, mas teria comentado com ironia: «Sou o único homossexual reconhecido no País.»
Caído numa situação financeira aflitiva, para se sustentar, passou a escrever artigos, colunas e crítica literária em jornais, entre os quais a revista Contemporânea (1915-1926) e a Revista municipal(1939-1973), e publicou vários livros, entre os quais Os Contos de António Botto e O Livro das Crianças, uma colecção de sucesso de contos para crianças (que seria oficialmente aprovada como leitura escolar na Irlanda, sob o título The Children’s Book, traduzido por Alice Lawrence Oram).
Mas tudo isto se revelou insuficiente. A sua saúde deteriorava-se devido à sífilis, que ele se recusava a tratar, e o brilho da sua poesia começou a desvanecer-se. Era alvo de chacota quando ia a cafés, livrarias e teatros. Por fim, vendo que em Portugal não tinha condições de prover o seu sustento, em 1947 decidiu rumar ao Brasil, na expectativa de melhor sorte. Para custear as despesas da viagem viu-se forçado a organizar, em Maio desse ano, recitais de poesia no Porto e em Lisboa, o último dos quais no Teatro de São Luiz, às 18h30 do dia 7 de Maio, com a presença de Amália Rodrigues, António Mestre, João Villaret, José Alves da Cunha, Philippe Newman, Palmira Bastos e Vasco Santana. Erico Braga leu um texto de Aquilino Ribeiro. A 5 de Agosto, Botto e a sua mulher, a bordo do paquete argentino Juan de Garay, partiram para o Rio de Janeiro.

### Últimos anos no Brasil

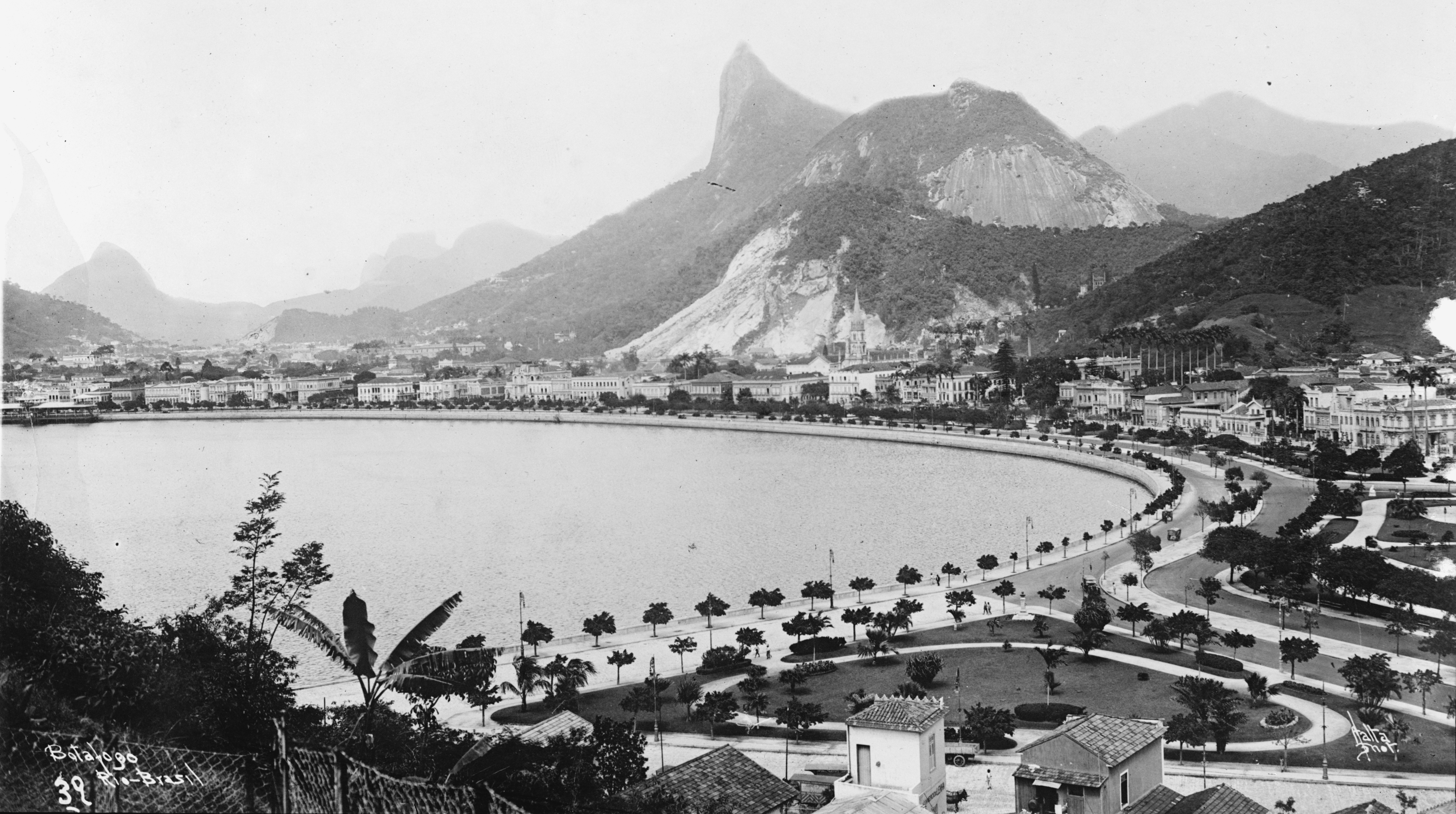
Baía de Botafogo, Rio de Janeiro

O navio aportou no cais de Guanabara, pela noite de 17 de Agosto de 1947, dia do 50º aniversário do poeta. Num manuscrito anotaria mais tarde, já desiludido: «Quando o barco em que eu viajava se aproximou do cais o aspecto do Rio de Janeiro era, rialmente [sic], espetacular [sic] nessa noite fresca de Agosto pelas vinte e tres horas. Desci, assim, um pouco esperançado em vêr se, com efeito, a terra que Pedro Alvares Cabral descobrira era esse tão viçoso sonho em que a natureza com o mar, rochedos, vegetação, interminaveis caminhos, selvas, arvoredos, o sertão, caberiam no meu louvor de pessoa inteligente e farto de ver mundo e viajar. Afinal…, o Rio, é uma fachada pretenciosa de grande capital, mas, as barracas dos pretos feitas de latas e de papeis aparecem a cada momento. E a miséria? E a outra, a miseria moral na falta de palavra e de caracter? Essa, então, é geral. Miseria de varios aspectos: fome, roubo, prostituição, mentira…»
No Brasil, foi muito bem recebido pelos intelectuais e pelo público, conseguiu trabalho proveitoso junto de rádios e jornais, mas em breve a sua situação mudaria, o habitual padrão de fascínio e rejeição voltava a repetir-se também ali. Morou em São Paulo, cidade de que não gostou («uma terra disparatada, sem harmonia e sem beleza! Uma estrumeira de vícios e onde o Diabo prefere passar a noite a mijar»). Em Niterói, recorreu a um esquema fraudulento junto de uma empresa de construção, intitulando-se "engenheiro-arquitecto", e onde trabalhou durante pouco tempo. O assunto acabou em tribunal, tendo-lhe sido atribuída uma indemnização(!).
Em 1951 mudou-se para o Rio de Janeiro. Sobrevivia dos modestos direitos de autor que ia recebendo, da escrita de artigos e colunas em jornais portugueses e brasileiros, participando em programas de rádio e organizando récitas de poesia em teatros, associações, clubes e, por fim, botequins, e quase sempre de empréstimos de amigos a quem raramente pagava.
A sua vida foi-se degradando de dia para dia e acabou por viver em aflitiva pobreza, em permanentes mudanças de hotéis e pensões (cada vez mais decrépitos) e casas ou apartamentos arrendados, fugindo aos credores, em frequentes conflitos com senhorios e vizinhos (que muitas vezes o atacavam e atormentavam pela sua homossexualidade). A sua megalomania e mistificação, agravadas pela sífilis, cresciam e não parava de contar histórias delirantes como a de uma visita que Mário de Andrade lhe teria feito em Lisboa ("Se não foi ele, então foi o Gide ou o Proust…"), de ser o maior poeta vivo, de ser o dono de São Paulo, ou referindo a sua amizade improvável com figuras como Nijinsky ou Federico García Lorca. Em 1954, requereu na embaixada portuguesa o seu repatriamento, mas o pedido é-lhe negado, acabando por desistir por não ter meios para a viagem. Em 1956 ficou gravemente doente e foi hospitalizado por algum tempo.

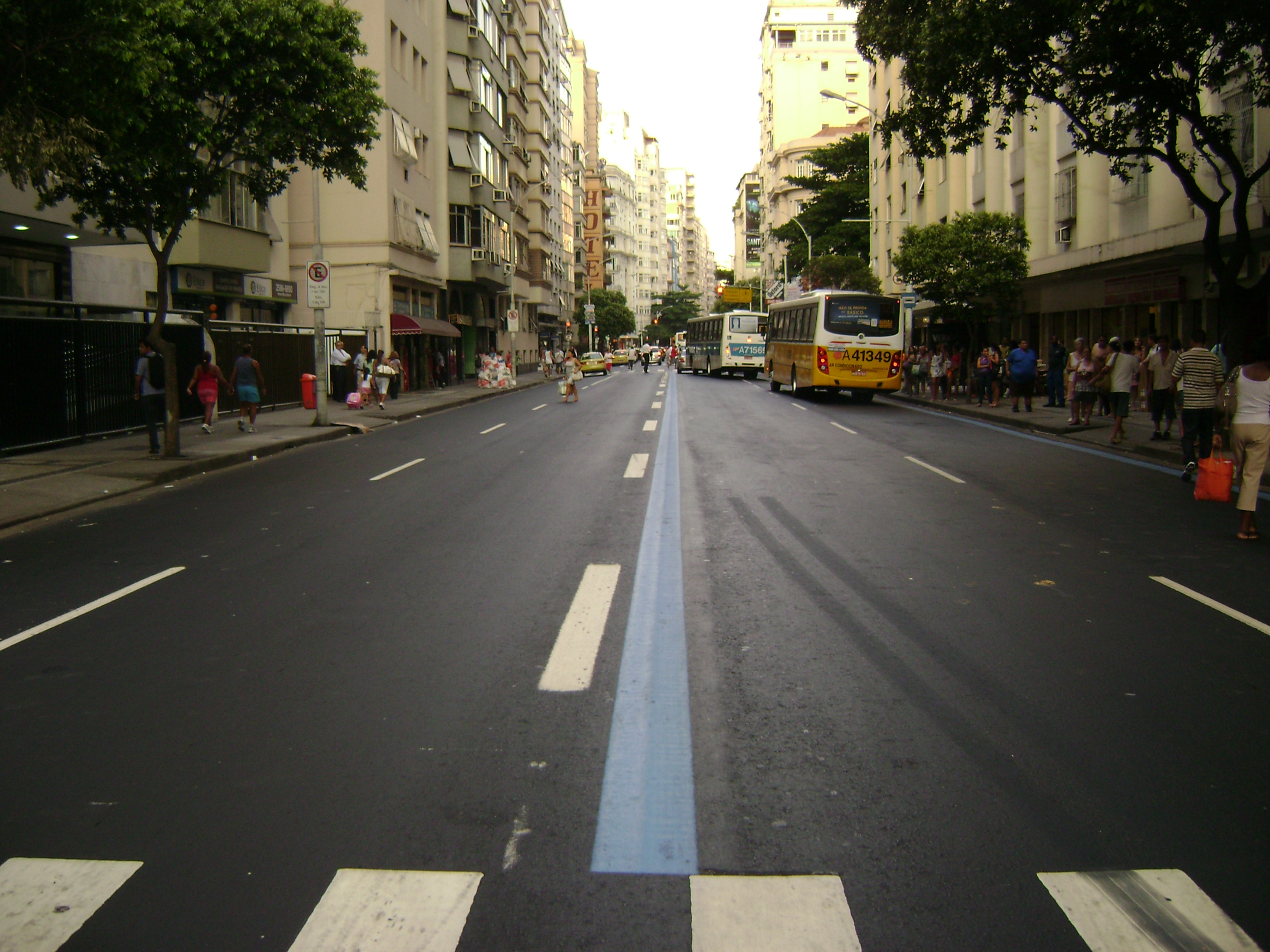
Avenida Nossa Senhora de Copacabana, Rio de Janeiro

### Morte brutal
Na noite de 4 de Março de 1959, quando ia visitar o seu advogado Paulo Rabello, ao atravessar a Avenida Nossa Senhora de Copacabana, junto ao Lido, no Rio de Janeiro, foi atropelado por um camião da Aeronáutica (que fugiu), sofrendo uma fractura do crânio e ficando em coma. Às 17h00 de 16 de Março de 1959, no Hospital Sousa Aguiar, Botto, expira, abraçado pela sua inconsolável companheira, que o chora perdidamente. Contava ele 61 anos. Em Dezembro desse ano, o governo brasileiro atribuiu uma pensão mensal Cr$ 10 000,00 à viúva do poeta, que lhe sobreviveria doze anos.

### Sepultado em Lisboa
Em 29 de Outubro de 1965 os seus restos mortais foram trasladados para Lisboa, por via aérea, mas só em 11 de Novembro de 1966 foram depositados num gavetão no Cemitério do Alto de São João, tendo assistido ao acto José Régio, Ferreira de Castro, David Mourão-Ferreira, Luís Amaro, Natália Correia, entre outros.

### Espólio na Biblioteca Nacional
O seu espólio seria enviado do Brasil pela sua viúva Carminda Rodrigues a um parente, João José de Silveira Barros, que o doará, em 1989, à Biblioteca Nacional, onde pode ser consultado. Esse arquivo reúne documentos pessoais, o seu processo clínico, manuscritos inéditos e um valioso (e algo deteriorado) acervo sonoro, constituído por vários discos e fitas magnéticas registados no Brasil, onde ficou gravada a voz de Botto, dizendo alguns dos seus poemas.

## A obra poética

### "Literatura de Sodoma"

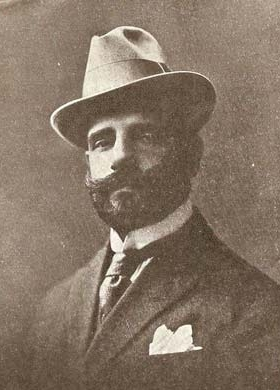
Raul Leal, amigo e defensor de Botto, autor de Sodoma Divinizada

A tempestade desencadeada por "Canções" e por "Sodoma Divinizada", de Raul Leal, bem como por outras obras e artigos que apareciam nas livrarias e jornais da época de que importa destacar "Decadência" de Judite Teixeira, foi tremenda, e a Federação Académica de Lisboa, tendo como porta-voz Pedro Teotónio Pereira, denuncia no jornal "A Época", em fevereiro de 1923, a "vergonhosíssima desmoralização, que sob os mais repugnantes aspectos, alastra constantemente".
A Federação Académica de Lisboa estaria com grande probabilidade apenas a servir de face pública das vontades do poder instituído da época porque pouco depois, em Março, é ordenada pelo Governo Civil de Lisboa a apreensão dos já mencionados livros de Botto, Raul Leal e Judite Teixeira.
Fernando Pessoa e Álvaro de Campos protestam contra o ataque dos estudantes a Raul Leal: "Ó meninos: estudem, divirtam-se e calem-se. (…) Divirtam-se com mulheres, se gostam de mulheres; divirtam-se de outra maneira, se preferem outra. Tudo está certo, porque não passa do corpo de quem se diverte. Mas quanto ao resto, calem-se. Calem-se o mais silenciosamente possível". Mas com pouco efeito. O impulso censório, moralista, obscurantista e homofóbico, ganha força com o regime do Estado Novo e a revista "Ordem Nova" declara-se "antimoderna, antiliberal, antidemocrática, antibolchevista e antiburguesa; contra-revolucionária; reaccionária; católica, apostólica e romana; monárquica; intolerante e intransigente; insolidária com escritores, jornalistas e quaisquer profissionais das letras, das artes e da informação". António Botto acaba por se ver forçado a emigrar para o Brasil e Raul Leal será vitíma de espancamentos e deixará de escrever para jornais durante 23 anos.

### Um reconhecimento que tarda
"A vasta obra poética de Botto, em parte ainda dispersa ou não-recoligida, apesar de e também pelo muito que ele publicou, republicou, reorganizou em volumes dispersos ou suprimia de volumes anteriores, etc., poderá repartir-se em quatro fases: a juvenil, em que continua o tom da quadra dita popular, conjugando-o com aspectos da dicção simbolista que poetas como Correia de Oliveira, Augusto Gil, e sobretudo Lopes Vieira haviam introduzido nela; a simbolistico-esteticista, em que a juvenilidade tradicionalizante se literaliza dos requebros esteticísticos que marcaram, nos anos 1920, muita poesia simultâneamente da tradição saudosista e modernista (é a das primeiras edições das Canções e breves plaquetes seguintes, em que todavia a personalidade do poeta já figura inteira em diversos poemas); a fase pessoal e original, nos anos 1930, desde as edições de 1930-32 das Canções (em que ele ia incorporando selecções de colectâneas anteriores) até a Vida Que Te Dei e Os Sonetos (fase que é também a dos seus excepcionais contos infantis que tiveram realmente as edições estrangeiras que se julgava ser uma das mentiras megalomaníacas do poeta, da «novela dramática» António, e da peça Alfama); e a última fase, nos anos 1940 e 50, até à morte que é a de uma longa e triste decadência, com poemas desvairadamente oportunistas, revisões desastrosas afectando nas reedições alguns dos melhores poemas anteriores […]" em Líricas Portuguesas, de Jorge de Sena.
Sobre a poesia de António Botto escreveu Fernando Pessoa no prefácio do seu livro Motivos de Beleza, publicado em 1923:
"A elegância espontânea do seu pensamento, a dolência latente de sua emoção asseguram-lhe facilmente, conjugando-se, a mestria nesta espécie de lirismo […] Distingue-se pela simplicidade perversa e pela preocupação estética destituída de preocupações. Foge da complicação com o mesmo ardor com que se esconde da intenção directa. É em verdade singular que se seja simples para dizer exactamente outra coisa, e se vá buscar as palavras mais naturais para por meio delas ter entendimentos secretos.
Certo é que o que António Botto escreve, em verso ou em prosa, há que ser lido sempre com a intenção posta em o que não está lá escrito."
Em 1938, José Régio dedicou-lhe o ensaio António Botto e o Amor, uma arrojada análise psico-poética da obra de Botto.
O seu nome consta da lista de colaboradores da revista de cinema Movimento (1933-1934) bem como da Revista de turismo iniciada em 1916, da Semana Portuguesa (1933-1936) e do periódico O Azeitonense (1919-1920).

## Obras
Poesia
- Trovas (1917)
- Cantigas de Saudade (1918)
- Cantares (1919)
- Canções do Sul (1920, edição possivelmente não comercializada)
- Canções (1921 primeira edição; 1922, segunda edição revista e acrescentada pelo autor) (eBook)
- Motivos de Beleza (1923)
- Curiosidades Estéticas (1924)
- Pequenas Esculturas (1925)
- Olimpíadas (1927)
- Dandismo (1928)
- Canções (1930, compilação de obras anteriores, duas edições/tiragens: 
  - Adolescente, canções livro primeiro [corresponde a uma terceira edição, revista e acrescentada, das poesias publicadas em 1921 e 1922 como Canções]
  - Curiosidades Estéticas, canções livro segundo [2.ª edição]
  - Pequenas Esculturas, canções livro terceiro [2.ª edição]
  - Olimpíadas, canções livro quarto [2.ª edição]
  - Dandismo, canções livro último [2.ª edição]
  - História Breve de Uma Boneca de Trapos [poema]
  - Cantiga de Embalar [poema]
  - Aves de Um Parque Real [3 poesias]
  - O Fado / Friso Contemporâneo [poema]
  - Tristes Cantigas de Amor [6 poesias])
- Cartas Que Me Foram Devolvidas (1932)
- Canções (1932, compilação de obras anteriores, terceira edição: 
  - Adolescente, canções livro primeiro [corresponde a uma quarta edição, revista e acrescentada, das poesias publicadas em 1921 e 1922 como Canções e em 1930 como Adolescente]
  - Curiosidades Estéticas, canções livro segundo [3.ª edição]
  - Pequenas Esculturas, canções livro terceiro [3.ª edição]
  - Olimpíadas, canções livro quarto [3.ª edição]
  - Dandismo, canções livro último [3.ª edição]
  - História Breve de Uma Boneca de Trapos [poema]
  - Cantiga de Embalar [poema]
  - Aves de Um Parque Real [3 poesias, 2.ª edição]
  - O Fado / Friso Contemporâneo [poema]
  - Tristes Cantigas de Amor [6 poesias, 2.ª edição]
- Ciúme (1934)
- Baionetas da Morte (1936, inclui:
  - Pequenas Canções de Cabaret
- A Vida Que te Dei (1938)
- Sonetos (1938)
- As Canções de António Botto (1941, compilação de obras anteriores, terceira edição:
  - Adolescente [corresponde a uma quinta edição, revista e acrescentada, das poesias publicadas em 1921 e 1922 como Canções e em 1930 e 1932 como Adolescente]
  - Curiosidades Estéticas [4.ª edição]
  - Pequenas Esculturas [4.ª edição]
  - Olimpíadas [4.ª edição]
  - Dandismo [4.ª edição]
  - Ciúme [2.ª edição, revista]
  - Baionetas da Morte [2.ª edição]
  - Pequenas Canções de Cabaret [2.ª edição]
  - Intervalo [compilação de poesias, incluindo: Brasão; História Breve de Uma Boneca de Trapos; Para Dizer à Guitarra; Romântica; Cantiga de Embalar; Aguarela Sombria; versos Que Podem Ser Tristes; O Fado / Friso Contemporâneo; Desengano Viril; Elegia Nossa; Uma Prece do Povo]
  - Aves de Um Parque Real [3 poesias, 3.ª edição]
  - Poema de Cinza / À Memoria de Fernando Pessoa [poema]
  - Tristes Cantigas de Amor [6 poesias, 3.ª edição]
  - A Vida Que te Dei [2.ª edição]
  - Sonetos [2.ª edição]
  - Toda a Vida [1.ª edição?]
  - Cartas Que Me Foram Devolvidas [2.ª edição, revista]
- O Livro do Povo (1944)
- As Canções de António Botto (1944, compilação de obras anteriores, quarta edição:
  - Adolescente [corresponde a uma sexta edição, revista e acrescentada, das poesias publicadas em 1921 e 1922 como Canções e em 1930 e 1932 como Adolescente]
  - Curiosidades Estéticas [5.ª edição]
  - Pequenas Esculturas [5.ª edição]
  - Olimpíadas [5.ª edição]
  - Dandismo [5.ª edição]
  - Ciúme [3.ª edição, revista]
  - Baionetas da Morte [3.ª edição]
  - Pequenas Canções de Cabaret [3.ª edição]
  - Intervalo [compilação de poesias, incluindo: Brasão; História Breve de Uma Boneca de Trapos; Para Dizer à Guitarra; Romântica; Cantiga de Embalar; Aguarela Sombria; versos Que Podem Ser Tristes; O Fado / Friso Contemporâneo; Desengano Viril; Elegia Nossa; Uma Prece do Povo]
  - Aves de Um Parque Real [3 poesias, 4.ª edição]
  - Poema de Cinza / À Memoria de Fernando Pessoa [poema]
  - Tristes Cantigas de Amor [6 poesias, 4.ª edição]
  - A Vida Que te Dei [3.ª edição]
  - Sonetos [3.ª edição]
  - Toda a Vida [2.ª edição?, revista e acrescentada]
  - Cartas Que Me Foram Devolvidas [3.ª edição, revista e acrescentada]
- Ódio e Amor (1947)
- Fátima - Poema do Mundo (1955)
- As Canções de António Botto (1956, compilação de obras anteriores, quinta edição:
  - Adolescente [corresponde a uma sétima edição, revista e acrescentada, das poesias publicadas em 1921 e 1922 como Canções e em 1930 e 1932 como Adolescente]
  - Curiosidades Estéticas [6.ª edição]
  - Pequenas Esculturas [6.ª edição]
  - Olimpíadas [6.ª edição]
  - Dandismo [6.ª edição]
  - Ciúme [4.ª edição, revista]
  - Baionetas da Morte [4.ª edição]
  - Pequenas Canções de Cabaret [4.ª edição]
  - Intervalo [compilação de poesias, incluindo: Brasão; História Breve de Uma Boneca de Trapos; Para Dizer à Guitarra; Romântica; Cantiga de Embalar; Aguarela Sombria; versos Que Podem Ser Tristes; O Fado / Friso Contemporâneo; Desengano Viril; Elegia Nossa; Uma Prece do Povo]
  - Aves de Um Parque Real [3 poesias, 5.ª edição]
  - Poema de Cinza / À Memoria de Fernando Pessoa [poema]
  - Tristes Cantigas de Amor [6 poesias, 5.ª edição]
  - A Vida Que te Dei [4.ª edição]
  - Sonetos [4.ª edição]
  - Toda a Vida [3.ª edição?, revista e acrescentada]
  - Cartas Que Me Foram Devolvidas [4.ª edição, revista e acrescentada]
- Ainda Não se Escreveu (1959)
- Canções e Outros Poemas (2008), edição organizada por Eduardo Pitta
- Fátima (2008), edição organizada por Eduardo Pitta
- Poesia (2018), edição que inclui a poesia do autor publicada em livro, organizada por Eduardo Pitta (foram excluídas as poesias dispersas em publicações periódicas e aquelas que ao longo das diferentes edições da sua obra o autor foi omitindo)

Prosa
- António (1933)
- Isto Sucedeu Assim (1940)
- Os Contos de António Botto (1942) - literatura infantil
- Ele Que Diga Se Eu Minto (1945)

Teatro
- Alfama.  Comédia de costumes lisboetas, em 3 actos. Representada pela primeira vez, em Lisboa, no Teatro de São Carlos, a 16 de junho de 1933, em festa artística da atriz Ilda Stichini.
- Aqui ninguém nos ouve. Diálogo. Representado pela primeira vez, em Lisboa, no Teatro Avenida, a 2 de dezembro de 1942 em festa artística do actor João Villaret, que o interpretou, conjuntamente com Maria Lalande e Francisco Ribeiro (Ribeirinho).
- Flor do mal. Comédia em 3 atos. Escrita em finais de 1919. Dada em lições na Escola de Arte de Representar: Conservatório Nacional de Lisboa.
- Nove de Abril. Comédia em 3 atos. Representada pela primeira vez, em Lisboa, em 7 de janeiro de 1938, no Teatro da Trindade, pela Companhia do ator Alves da Cunha.

Esgotada há muitos anos, a obra completa de António Botto começaria a ser republicada em 2008, pelas Quasi Edições (Lisboa), edição a cargo do poeta, escritor e crítico literário Eduardo Pitta.
Traduções
- OLeabhar na hÓige. Scéalta ón bPortaingéilis (literalmente "O Livro das Crianças. Estórias dos Portugueses"). Oifig an tSolatháir: Baile Átha Cliath, 1941 -- Os contos de António Botto, tradução irlandesa.
- Songs, 1948 -- Canções, tradução para inglês de Fernando Pessoa.
- The Songs of António Botto translated by Fernando Pessoa - edição bilingue, editado com uma introdução por Josiah Blackmore. Minneapolis: University of Minnesota Press, 2010.

## Prémio António Botto
Prémio atribuído pela Câmara Municipal de Abrantes a autores de literatura infantil. Foram atribuídos os prémios aos seguintes autores e respectivas obras:
- 1996 António Mota com "A Casa das Bengalas"
- 1997 Manuel Alegre com "As Naus de Verde Pinho"
- 1998 Maria de Lourdes Tavares Soares (texto) e Manuela Bacelar (Ilustração) com "A Borboleta Leta"